# Necròpolis

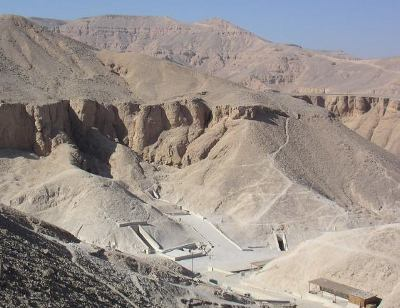
Vall dels Reis (Luxor)

Una necròpolis o necròpoli (del grec νεκρόπολις nekròpolis, 'ciutat dels morts') és un cementiri o lloc de soterrament. El terme s'utilitza generalment per als cementiris pertanyents a grans ciutats, així com a les zones de soterrament que s'han trobat prop de ciutats d'antigues civilitzacions.
Les necròpolis han estat construïdes per diverses raons; de vegades purament religioses. La Vall dels Reis, a Egipte, n'és un clar exemple. Altres cultures van crear les necròpolis en resposta a la prohibició de practicar soterraments dins els límits urbans. Els camins que sortien dels pobles van ser adornats amb monuments funeraris, especialment en l'Imperi Romà (com la Via Àpia, a Roma).
Durant el segle xix les necròpolis van gaudir d'un ressorgiment esperonat per la moda victoriana, amb grans i elaborats monuments.

## Necròpolis en el món
- Àustria: Cripta imperial (Viena).
- Austràlia: Cementiri Rockwood.

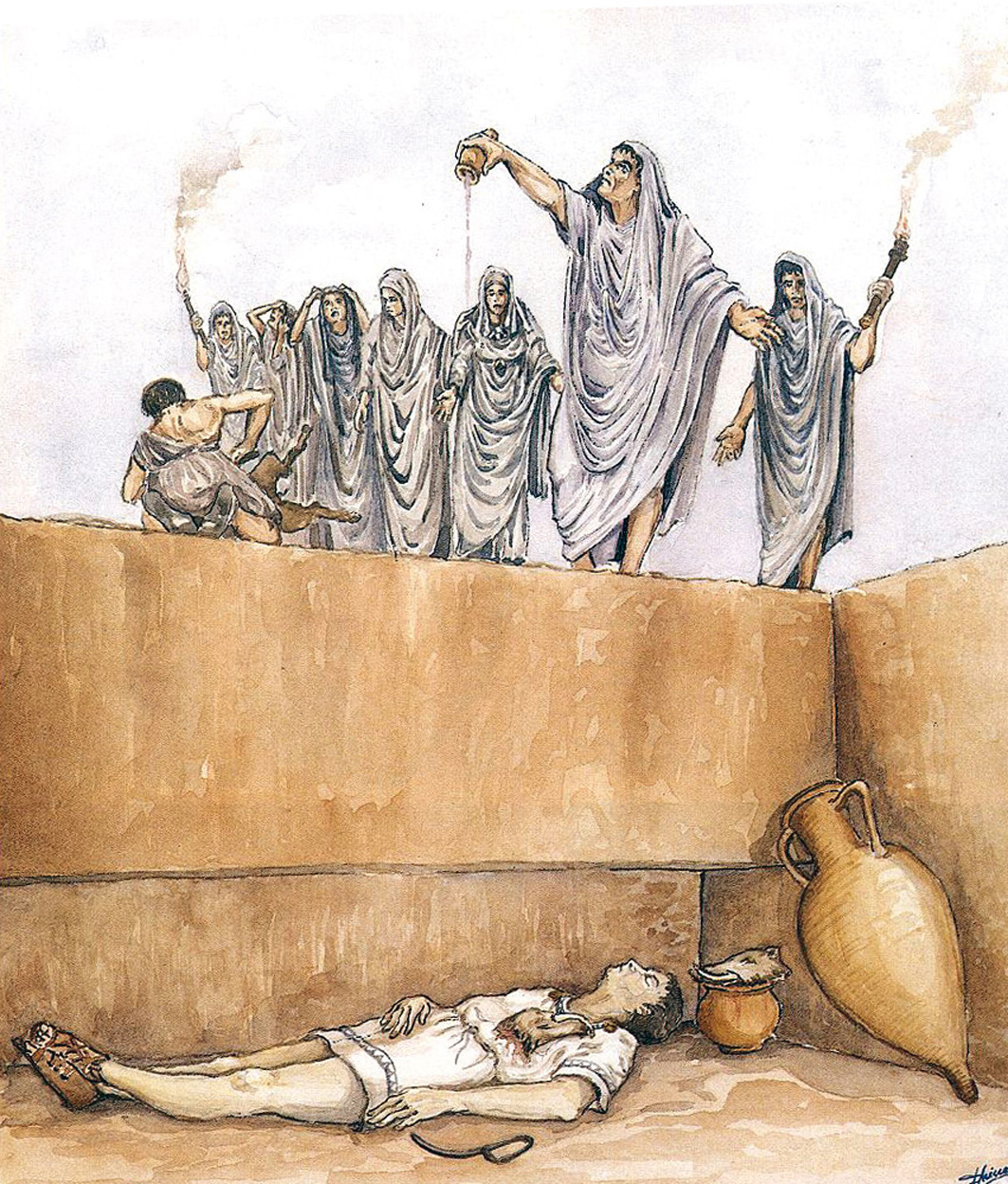
Reconstrucció de la Necròpoli del Carrer Cañete (Ciutat de València).

- Egipte: Necròpolis del Caire, altiplà de Guiza, Saqqara, la Vall dels Reis.
- Espanya: Necròpolis romana de Carmona, Necròpolis fenícia i romana a Eivissa
- França: Alyscamps, el Panteó (París).
- Itàlia: Lípari (illes Eòlies), Locri.
- Països Catalans: Necròpolis cartagineses a Eivissa, Necròpolis romana de Vilassar de Mar, Necròpoli romana de Can Corró.
- Regne Unit: Cementiri de Brookwood, London Necropolis railway station, London Necropolis Company.
- Rússia: Necròpolis de la Muralla del Kremlin (Moscou).
- Xina: Tombes de la Dinastia Ming.
- Xipre: Amathus.